# مانزانیلو (کوبا)
مانزانیلو (به اسپانیایی: Manzanillo) یک منطقهٔ مسکونی در کوبا است که در استان گرانما واقع شده‌است. مانزانیلو ۴۹۸ کیلومتر مربع مساحت و ۱۳۰٬۷۸۹ نفر جمعیت دارد و ۲۵ متر بالاتر از سطح دریا واقع شده‌است.